# 諤諤耳鳴介
諤諤耳鳴介（学名：Otocytherella êhêha）为深海花介科耳鳴介屬下的一个种。